# Tilly van der Zwaard

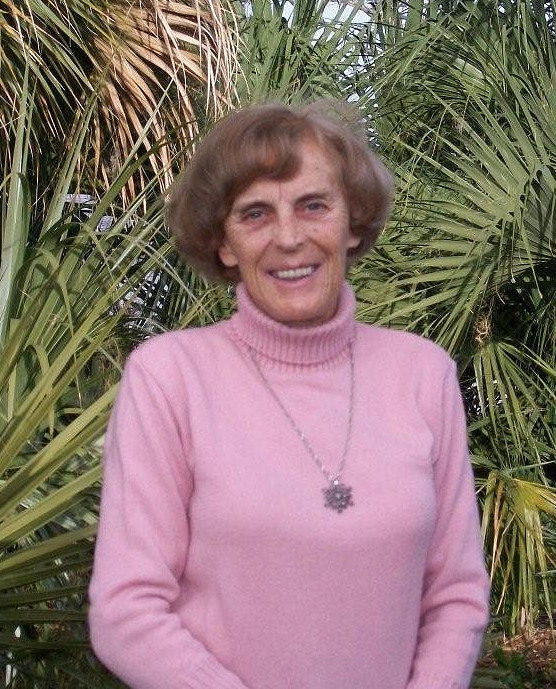
Tilly van der Zwaard in haar tuin in Edgewater, Florida, december 2010.

Mathilda Catrina (Tilly) van der Zwaard (Leiden, 18 januari 1938 - Edgewater, Florida, 6 februari 2019) was een Nederlandse atlete, die was gespecialiseerd in de sprint en middellange afstand. Ze werd meerdere malen Nederlands kampioene in deze disciplines en deed tweemaal mee aan de Olympische Spelen, met eenmaal een zesde plaats als beste resultaat.

## Biografie

### Atletiek ontdekt op haar 21-ste
Van der Zwaard werkte al hoog en breed in de zaak van haar vader, een toeleveringsbedrijf voor de bloemenkwekerijen in Aalsmeer, toen zij op haar 21-ste bij toeval de atletieksport ontdekte. Hoewel zij aanvankelijk dacht handballen wel leuk te zullen vinden, trof zij in 1959, toen zij zich bij een plaatselijke handbalvereniging wilde aanmelden, op dezelfde sportlocatie een atletiekclub aan, AV Aalsmeer. Tilly: 
Dát is wat ik wilde. D'r waren daar alleen maar jongens en mannen, dus ik zeg: 'kan ik meedoen?' 'Probeer het maar', zeiden zij. Zo ben ik met atletiek begonnen.

### Brons op EK
Het jaar erna behoorde Van der Zwaard al tot de snelste Nederlandse sprintsters en veroverde zij haar eerste medaille bij de Nederlandse kampioenschappen, een bronzen op de 200 m. In 1961, inmiddels overgestapt naar het Amsterdamse Sagitta, breidde ze het aantal NK-medailles uit naar twee; ditmaal niet alleen opnieuw brons op de 200 m, maar nu ook op de 100 m. Bovendien was zij betrokken bij een recordverbetering op de 4 x 100 m estafette voor clubteams.
Helemaal aan het eind van dat seizoen liep Tilly van der Zwaard haar allereerste 400 m, in 56,8 s, op een door de regen zware baan. Alleen Gerda Kraan was dat jaar sneller geweest. Nog geen jaar later won ze op dit nummer een bronzen medaille op de Europese kampioenschappen in Belgrado. Ze finishte in de Nederlandse recordtijd van 54,4 s achter de Russische Maria Itkina (goud) en de Britse Elizabeth Grieveson (zilver). Kort na dit toernooi scherpte zij haar eigen gloednieuwe record tijdens een interland tegen Engeland alweer aan. In Londen gestart op de 440 yd, werd zowel voor haar als voor haar landgenote Gerda Kraan op de 400 meterstreep een tussentijd van 53,7 genoteerd, dat vervolgens op beider naam als nationaal record de boeken inging. Het zou tot 1968 duren, alvorens deze tijd, na eerder enkele malen te zijn geëvenaard, ten slotte zou worden verbeterd.

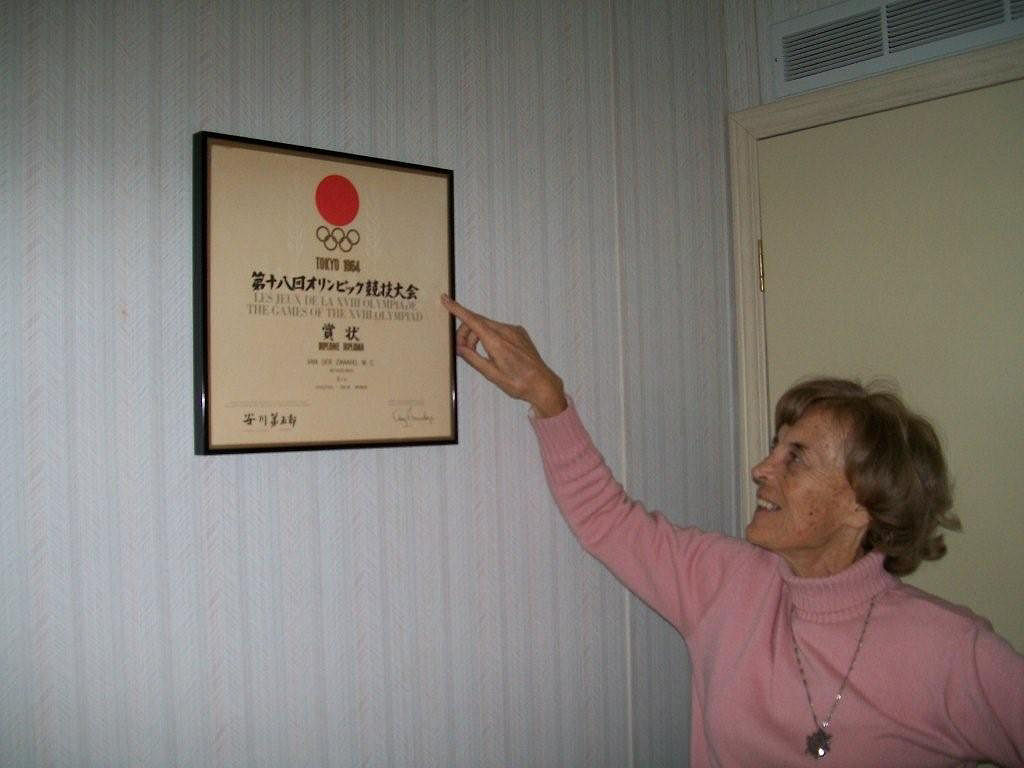
Tilly van der Zwaard naast haar olympisch certificaat dat zij, ingelijst en wel, een plaatsje heeft gegeven in haar huis in Edgewater, Florida.

### Zesde op Olympische Spelen
Van 1962 tot en met 1964 was Tilly van der Zwaard een vaste waarde binnen de Nederlandse atletiek. Ze reisde in die periode de halve wereld rond, liep onder meer wedstrijden in Weimar, Praag, Moskou, Londen en Toronto en nam deel aan de Highland Games in Edinburgh. De Aalsmeerse, relatief laat met atletiek gestart, had de hierdoor opgelopen achterstand in vijf jaar tijd meer dan ingelopen.
In 1964 vertegenwoordigde zij Nederland op de Olympische Spelen van Tokio op de 400 m. In de eerste serie werd ze tweede in 54,8. In de halve finale werd ze derde in 54,1 en in de finale zesde in 55,2. Betty Cuthbert won deze race in 52,0. Van de gehele Nederlandse atletiekafvaardiging was Van der Zwaard de enige die met een olympisch certificaat huiswaarts keerde.
Een maand na afloop van deze Spelen trad zij in Aalsmeer in het huwelijk met Ger van der Made.

### Focus op opbouw gezin
De jaren 1965 en '66 stonden in het teken van de gezinsopbouw, met als hoogtepunt de geboorte van dochter Eveline in 1966. Een jaar later vierde Tilly echter haar comeback. In 1968 mondde dit uit in PR-prestaties op de 200, 400 en 800 m, een nationaal estafetterecord en zelfs een wereldrecord. Kort voordat de Nederlandse ploeg zou afreizen naar de Olympische Spelen van 1968 in Mexico-Stad liep zij op 20 augustus in Sittard in 6.15,6 namelijk een wereldrecord op de incourante 3 x 800 m vrouwenestafette, tezamen met Ilja Keizer-Laman en Mia Gommers.

### Teleurstelling
Optimaal voorbereid reisde Tilly van der Zwaard vervolgens af naar Mexico, waar ze zou deelnemen aan de 400 en 800 m. Daar liep zij in enkele voorwedstrijden 23,9 op de 200 en 53,2 op de 400 m. Die wedstrijden waren voornamelijk bedoeld om te acclimatiseren en te wennen aan het sporten op hoogte. Gezien de gerealiseerde tijden leek dat aardig te lukken, maar op de verkoudheid die ze er opliep, was niet gerekend. Deelname aan de 400 m was vervolgens voor Tilly uitgesloten. Haar serie op de 800 m liep ze nog wel, maar het haalde weinig uit omdat ze haar conditie kwijt was. Met een tijd van 2.10,05 finishte ze als zesde en was ze uitgeschakeld voor verdere deelname.

### Laatste titels en record
Het duurde lang, voordat Van der Zwaard de klap van Mexico had verwerkt. In 1969 nam zij aan geen enkel individueel kampioenschap deel, al bleef ze snelle tijden lopen. Pas aan het eind van dat jaar herwon ze haar strijdlust en zegevierde ze in korte tijd in niet minder dan negen veldlopen, gevolgd door een prima indoorseizoen met onder meer twee zwaar bevochten nationale titels en een Nederlands record. Haar laatste, want daarna overkwam haar veel blessure-ellende en ging de rest van 1970 verloren. En ook in de jaren erna liet ze vrijwel niets van zich horen. Het kostte haar fysiek en psychisch moeite om haar carrière weer opnieuw op de rit te zetten. Pas in 1973 was ze weer helemaal terug, als lid van het Rotterdamse PAC, met goede tijden als vanouds.

### Florida
Daarna zette zij een punt achter haar actieve atletiekloopbaan en richtte zij zich op een ander leven, dat in 1979 uitmondde in emigratie met man en dochter naar Florida, Verenigde Staten, waar ze eerder een paar keer op vakantie was geweest. Toen haar echtgenoot een zaak kon overnemen, werd de stap gewaagd. Zijzelf kon er een administratieve baan krijgen. Tot 1986 bleef ze er werken, daarna liep haar huwelijk op de klippen. In 1988 ging Tilly op zichzelf wonen en dat is tot op de dag van haar overlijden zo gebleven.

### Overlijden
Tilly van der Zwaard overleed op 6 februari 2019 aan de gevolgen van een ernstige ziekte.

### Club
Tilly van der Zwaard was, met uitzondering van het begin en het eind van haar actieve atletiekloopbaan, lid van de Amsterdamse damesatletiekvereniging Sagitta.

## Nederlandse kampioenschappen
Outdoor
| Onderdeel | Jaar             |
| --------- | ---------------- |
| 200 m     | 1962, 1963       |
| 400 m     | 1962, 1963, 1964 |

Indoor
| Onderdeel | Jaar |
| --------- | ---- |
| 500 m     | 1970 |
| 800 m     | 1970 |

## Persoonlijke records
| Onderdeel    | Prestatie        | Datum          | Plaats      |
| ------------ | ---------------- | -------------- | ----------- |
| 200 m        | 23,9 s           | 5 oktober 1968 | Mexico-Stad |
| 400 m        | 53,2 s           | 4 oktober 1968 | Mexico-Stad |
| 500 m (ind.) | 1.13,9 s (ex-NR) | 8 maart 1970   | Groningen   |
| 800 m        | 2.04,4 s         | 15 juni 1968   | Leiden      |
|              |                  |                |             |

## Palmares

### 100 m
- 1960: 5e NK - 12,5 s
- 1961:  Open A'damse kamp. – 12,4 s
- 1961:  NK – 12,5 s
- 1963:  Open A'damse kamp. – 12,3 s

### 200 m
- 1960:  NK - 25,2 s
- 1961: 4e Interl. Ned.-Duitsland – 25,5 s
- 1961:  NK – 25,0 s
- 1961: 4e Interl. Ned.-Oost-Duitsland – 25,6 s
- 1962:  Open A'damse kamp. – 25,5 s
- 1962:  NK – 24,7 s
- 1962: 4e Interl. Ned- Frankrijk
- 1963:  Open A'damse kamp. – 24,8 s
- 1963:  NK - 24,2 s
- 1963:  Interl. Groot-Brittannië-Ned. – 24,6 s
- 1964:  NK - 24,9 s

### 400 m
- 1962:  Open A'damse kamp. – 55,5 s (ev. NR)
- 1962:  Interl. Polen-Ned. – 55,2 s (NR)
- 1962:  NK – 55,0 s (ev. NR)
- 1962:  Interl. Ned.-Frankrijk – 55,2 s
- 1962:  EK - 54,4 s (NR)
- 1963:  Znamenski Memorial in Moskou – 55,0 s
- 1963:  Interl. Oost-Duitsland-Ned. – 54,7 s
- 1963:  NK - 55,7 s
- 1963:  Interl. Ned.-Frankrijk – 55,8 s
- 1963:  Interl. Groot-Brittannië-Ned. – 54,1 s
- 1964:  Rosicky Memorial in Praag – 56,1 s
- 1964:  NK - 55,1 s
- 1964:  Interl. Ned.-Polen – 54,8 s
- 1964: Interl. Ned- Frankrijk – 56,4 s
- 1964:  Interl. Ned.-Engeland – 55,6 s
- 1964: 6e OS - 55,2 s (in ½ fin. 54,1 s)
- 1968:  Open A'damse kamp. – 57,5 s
- 1968:  NK – 55,0 s
- 1968: 5e Interl. Frankrijk-Zweden-Ned. – 54,9 s
- 1973: 4e Interl. West-Duitsland-Roemenië-Ned. – 55,7 s
- 1973: 6e Interl. Ned.-Groot-Brittannië-Tsjecho-Slowakije – 56,2 s

### 440 yd
- 1962: 4e Engelse AAA-kamp. – 55,6 s (tussentijd op 400 m 55,0 s = NR)
- 1962:  Interl. Engeland-Ned. – 54,3 s (tussentijd op 400 m 53,7 s = NR)
- 1963:  Internat. Wedstrijden in Toronto – 55,4 s

### 500 m
- 1970:  NK indoor - 1.13,9 (NR)

### 800 m
- 1968  Open A'damse kamp. – 2.11,0
- 1968:  Gouden Spike – 2.04,4
- 1968:  NK – 2.07,2
- 1968:  Recordwedstrijden in Londen (Crystal Palace) – 2.05,0
- 1968: 6e in serie OS – 2.10,5
- 1969:  Gouden Spike – 2.06,8
- 1970:  NK indoor – 2.10,1
- 1973: 1e in serie NK – 2.14,7

### 4 x 100 m
- 1961:  Interl. Ned.-Duitsland – 47,2 s (met Kapel, Van Kuik en Ort)
- 1961:  NK Estafettes te Amsterdam – 47,6 s (met Van Lunteren, Mutter en Van der Wegen)

### 3 x 400 m
- 1968:  Internat. avondwedstrijd in Sittard – 2.46,3 (NR, met Brehm en Slaman)

### 4 x 400 m
- 1969:  NK Estafettes te Den Haag – 3.51,3 (NR, met B. Kok, Wokke en Brehm)
- 1973:  Interl. West-Duitsland-Roemenië-Ned. – 3.44,8 (met Kooy, Wunderink en Burggraaf)
- 1973:  Interl. Ned.-Groot-Brittannië-Tsjecho-Slowakije – 3.44,4 (met Kooy, Hillen en Wunderink)

### 3 x 800 m
- 1968:  NK Estafettes te Haarlem – 6.43,0 (NR, met B. Kok en Slaman)
- 1968:  Internat. avondwedstrijd in Sittard – 6.15,5 (WR, met Gommers en Keizer-Laman)

### veldlopen
- 1967: 6e NK in Lisse (1500 m) – 6.40,6
- 1967: 9e AVRO-cross te Hilversum (2000 m)

## Onderscheidingen
- KNAU-atlete van het jaar - 1964